# 振武隊
振武隊（しんぶたい）は、1945年（昭和20年）3月26日から始まった沖縄戦における陸軍第6航空軍隷下の特別攻撃隊たる飛行部隊の総称である。各隊が固有の番号を冠し、フィリピンにおける「八紘隊」からの連番とするも欠番がいくつか存在している。また九州の6航軍とは別に、第8飛行師団隷下で台湾から出撃し沖縄戦に投入された特攻飛行部隊は誠飛行隊（まことひこうたい）と称され、振武隊と番号は被ることはない。

## 概要
振武隊は大刀洗陸軍飛行場（福岡県大刀洗町）、菊池陸軍飛行場（熊本県泗水町）、隈之庄陸軍飛行場（熊本県隈庄町＝現・熊本市南区）小月陸軍飛行場目達原陸軍飛行場等の陸軍飛行場（秘匿飛行場を含む）を中継し、鹿児島県知覧町（現・南九州市）の知覧陸軍飛行場と、万世町（現・南さつま市）にあった万世陸軍飛行場を中心に出撃した。また、宮崎県都城市の都城西飛行場・東飛行場や、指揮系統上、海軍の飛行場である鹿屋飛行場（現・海上自衛隊鹿屋航空基地）から出撃した例もみられる。

隊長は主に陸軍士官学校および陸軍航空士官学校を卒業した士候55・56・57期の若手現役将校 、隊員は主に陸軍少年飛行兵出身で現役下士官及び航空機乗員養成所出身の召集下士官である10代後半から20代前半男子や特別操縦見習士官出身の予備役将校から構成される。各々の原隊等における隊員の選出法には技量優秀な者が選ばれ、部隊長が訓示し、一人ずつ部屋に呼ばれて意思を確認されるものや、記名投票（熱望す、希望す、希望せず、の三つから選ぶ）全員に布告して志願者を一歩前進させるものなどがあった。

## 経過
出典:
- 昭和20年3月20日−　第22振武隊
- 昭和20年4月1日−3日　第20、23、62振武隊
- 昭和20年4月6日 - 4月11日 - 第一次航空総攻撃 司偵、第1、22、29、30、42、43、44、46、62、68、73、74、75振武隊
- 4月12日 - 4月15日 - 第二次航空総攻撃 司偵、第1、20、29、62、102、104、103、107振武隊
- 4月16日 - 4月17日 - 第三次航空総攻撃 第40、75、79、106、108、107振武隊
- 4月22日 - 4月27日 - 第四次航空総攻撃 第79、80、81、103、105、109振武隊
- 4月28日 - 4月30日 - 第五次航空総攻撃
- 5月3日 - 5月9日 - 第六次航空総攻撃 第106、109振武隊
- 5月11日 - 5月18日 - 第七次航空総攻撃 司偵、第53振武隊
- 5月24日 - 5月27日 -第八次航空総攻撃 第21、29、50、52、54、55、56、57、58、60、61、66、70、72、78、49、105、110、133、433、432、431振武隊
- 5月28日 - 5月29日 - 第九次航空総攻撃 第432、433、431振武隊
- 6月3日 - 6月7日 - 第十次航空総攻撃 第111、112、113、144、165振武隊
- 第十一次航空総攻撃

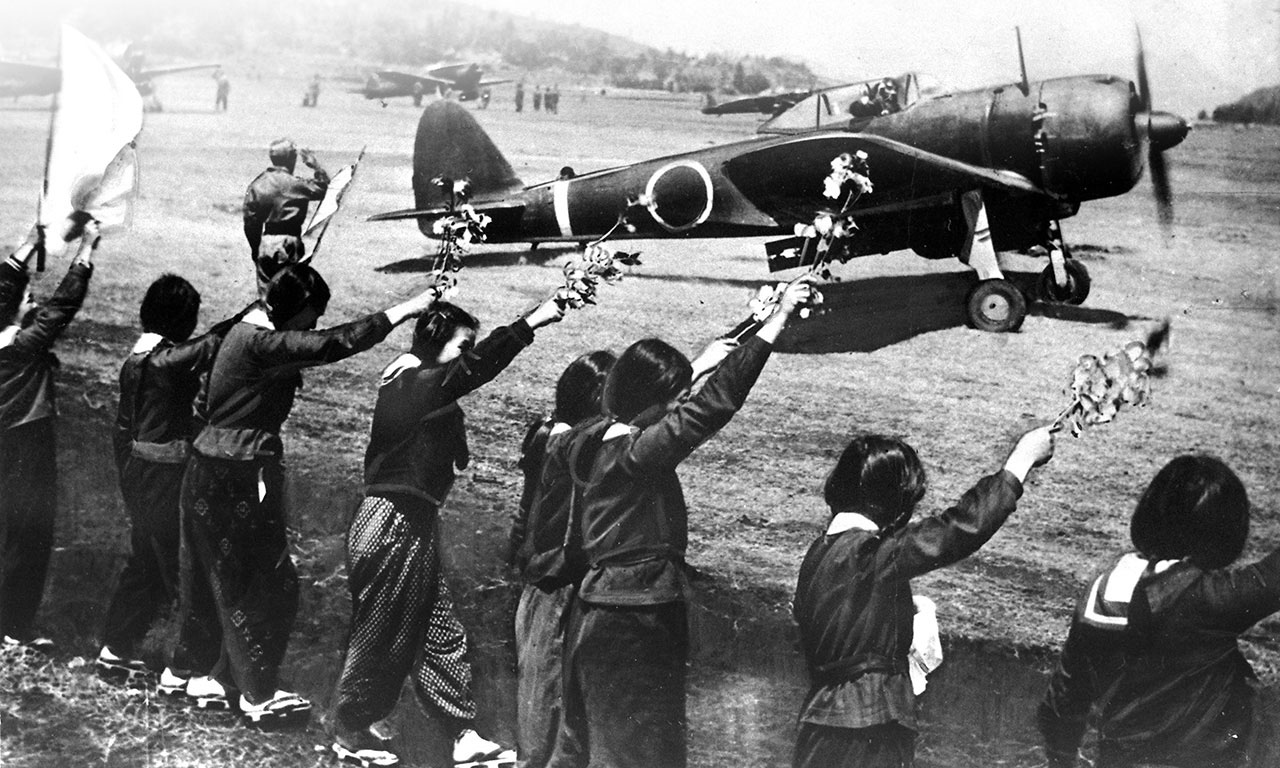
1945年4月12日、知覧町立高等女学校（現鹿児島県立薩南工業高等学校）の女学生達に見送られながら知覧陸軍飛行場より出撃する第20振武隊の一式戦「隼」（穴澤利夫少尉搭乗)
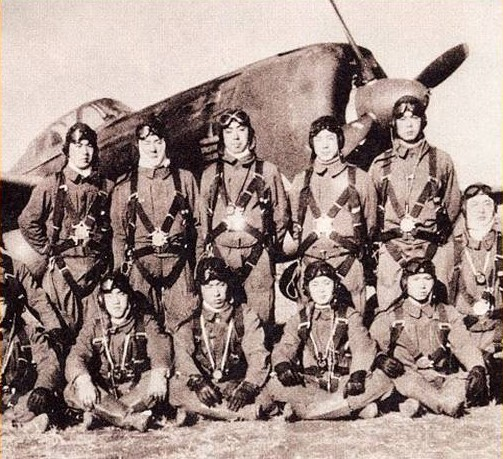
1945年3月、隈之庄飛行場で四式戦「疾風」を背景に記念写真に納まる第60振武隊々員。 前列左より堀元官一伍長、永田利夫伍長、田中治伍長、荒正彦伍長、若杉正喜伍長、後列左より手塚進伍長、柴田治少尉、村岡和男少尉、隊長平柳芳郎少尉、倉元利雄少尉、向井忠伍長
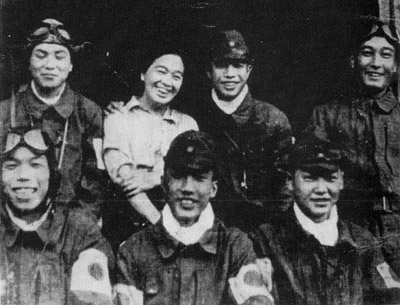
鳥濱トメと6人の特攻隊員 左上が板津忠正
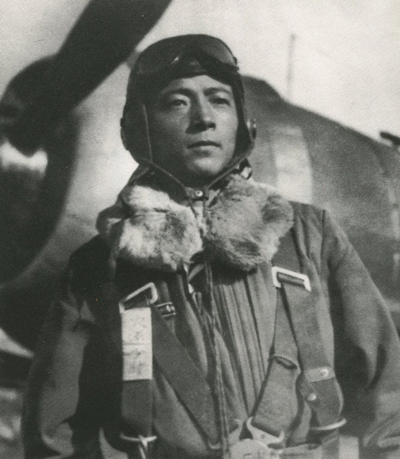
穴澤利夫少尉 第20振武隊 特操1期 （中央大学）23歳)
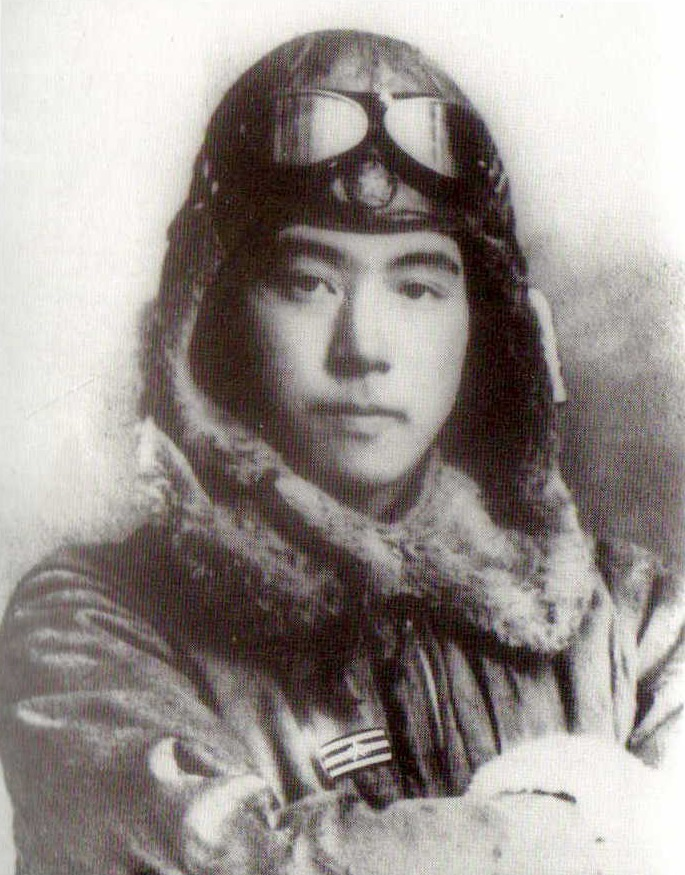
宮川三郎軍曹 第104振武隊（印旛乗員養成所14期）20歳
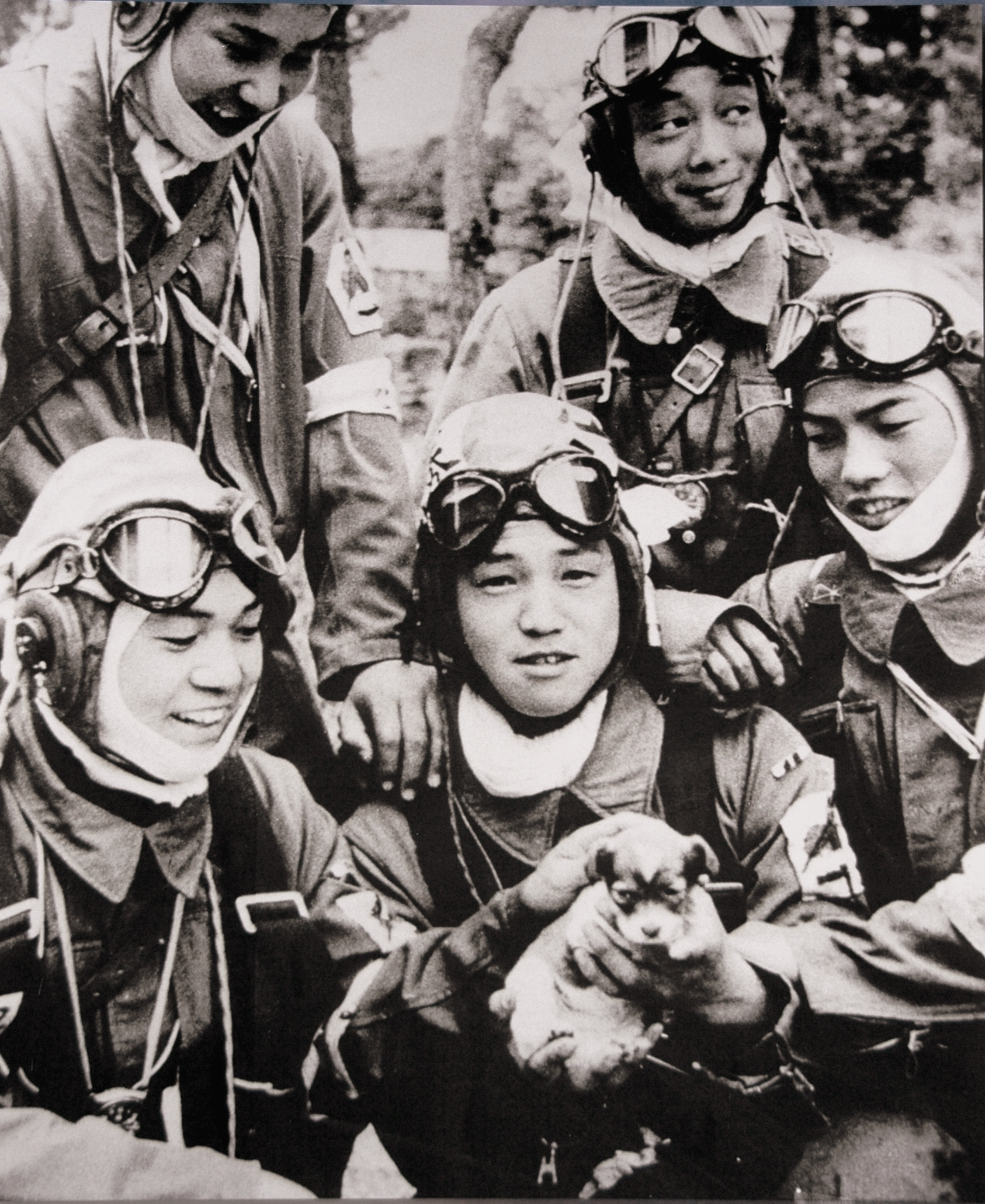
1945年5月26日、万世飛行場にて子犬を抱く第72振武隊々員。前列左より、早川勉伍長、荒木幸雄伍長、千田孝正伍長。後列左から、高橋要伍長、高橋峰好伍長
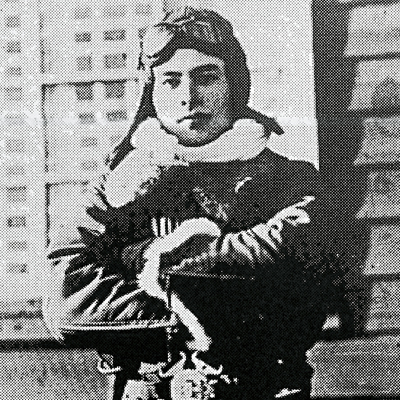
佐賀県の目達原飛行場での上原良司少尉 第56振武隊 特操2（慶応義塾大学）22歳
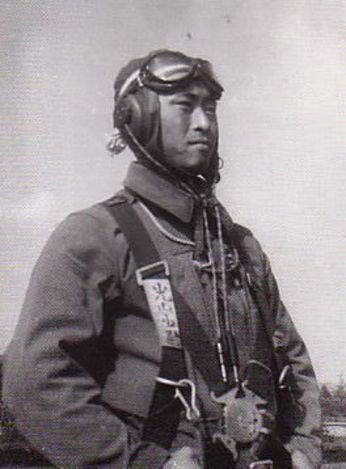
光山文博少尉、本名卓庚鉉（タク・キョンヒョン）特操1期 （京都薬学専門学校）24歳

## 構成
出典:

### 司偵振武隊（振武桜特別攻撃隊）（鹿屋飛行場より出撃）
（尾翼マーク:髑髏）
- 竹中隆雄中尉（陸士56期）(昭和20年4月7日出撃 以下同じ)(後に少佐に特進)神奈川県出身
- 吉原重發（発）（しげのり）少尉（少飛9期） 北海道出身
- 東田（ひがしだ）一男大尉（航士第57期）（昭和20年4月12日出撃 以下同じ)滋賀県出身
- 中澤忠彦少尉（少飛11期）滋賀県出身
- 古山（こやま）弘少尉（幹候8期）（昭和20年5月14日出撃 以下同じ）島根県出身
- 山路実（實）少尉（特操1期） 三重県出身
- 熱田稔夫軍曹（少飛12期） 岡山県出身
- 慶増（けいそう）税（和）一伍長 千葉県出身
- 森川不二雄軍曹（5月23日未帰還となり戦死と認定）

### 第1特別振武隊（都城東飛行場より出撃）
- 林弘大尉（陸士第57期）（昭和20年4月6日 14時10分出撃 目標:沖縄周辺 以下同じ)石川県出身
- 田中二也大尉（幹候9期） 佐賀県出身
- 友枝幹太郎大尉（幹候9期）福岡県出身
- 林玄郎大尉（幹候8期）岡山県出身
- 浜谷理一大尉（特操1期）大阪府出身
- 孖谷(ふたごたに)毅少尉 広島県出身
- 石賀兵一少尉（少飛13期）鳥取県出身
- 上津一紀少尉（少飛13期）鹿児島県出身
- 伊藤二郎少尉（幹候9期）（昭和20年4月12日 13時40分出撃 目標:沖縄周辺 以下同じ)千葉県出身
- 齊藤信雄少尉（少飛13期）宮城県出身
- 小西利雄中尉（※昭和20年1月29日に改称され第18振武隊へ）

### 第２特別振武隊
- 四宮徹中尉（※昭和20年1月29日に改称され第19振武隊へ）

### 第３特別振武隊
- 長谷川実中尉（※昭和20年1月29日に改称され第20振武隊へ）

### 第４特別振武隊
（胴体に赤い電光マーク）
- 水川禎輔中尉（※昭和20年1月29日に改称され第21振武隊へ）
- 上田克彦少尉
- 石田京少尉
- 井上忠彦少尉
- 伊藤賀夫少尉
- 角谷隆生少尉
- 小林龍曹長
- 阿部正曹長

### 第18振武隊（知覧飛行場より出撃）
- 小西利雄中尉（航士56期）(昭和20年4月29日出撃 以下同じ)(後に少佐に特進)富山県出身
- 楠田信雄大尉（特操1期）京都府出身
- 多田六郎大尉（特操1期）熊本県出身
- 高村禮治（礼治）大尉（特操1期）熊本県出身
- 井上啓少尉（少飛12期）徳島県出身
- 滝亘少尉（古河乗員養成所12期）神奈川県出身
- 秋富末治(すえはる)少尉（少飛12期）（昭和20年5月4日出撃)福岡県出身
- 中川七郎伍長
- 三木少尉
- 瀧亘軍曹
- 柿原栄一軍曹
- 井上啓軍曹
- 真鍋清茂曹長

### 第19振武隊（知覧飛行場より出撃）
- 伊藤賀夫少尉
- 阿部正軍曹
- 塩沢優少尉（昭和20年2月24日　事故により殉職）
- 四宮徹大尉（航士56期）(昭和20年4月29（28）日出撃 以下同じ)熊本県出身
- 井上忠彦大尉（幹候9期）東京都出身
- 平野俊雪大尉（特操1期）熊本県出身
- 角谷（かくたに）隆正少尉（特操1期）大阪府出身
- 小林龍(しげみ)大尉（下士官操縦学生90期）大阪府出身
- 林格(ただし)大尉（幹候9期）（昭和20年5月4日出撃 以下同じ）青森県出身
- 島袋秀敏少尉（下士官操縦学生90期）沖縄県出身
- 松原武少尉（下士官操縦学生90期）熊本県出身
- 向島幸一少尉（少飛8期）岐阜県出身

### 第20振武隊（知覧飛行場より出撃）
- 吉田市中尉(昭和20年3月30日出撃)愛知県出身
- 山本秋彦大尉（特操1期）（昭和20年4月1日出撃）群馬県出身
- 長谷川實（実）大尉（航士55期）(昭和20年4月2日出撃 以下同じ)(後に中佐に特進)群馬県出身
- 山本英四大尉（特操1期）高知県出身
- 穴澤利夫少尉(昭和20年4月12日出撃 以下同じ)(後に大尉に特進)福島県喜多方市出身（特操1期）（中央大学）
- 大平誠志(まさし)大尉（特操1期）栃木県出身
- 寺澤幾一郎少尉（少飛10期）群馬県出身
- 重政正男少尉（少飛12期）(昭和20年5月4日出撃)広島県出身

### 第21振武隊（知覧飛行場より出撃）
- 須藤治韶(はるつぐ)少尉（仙台乗員養成所12期）(昭和20年4月5日出撃)東京都出身
- 水川禎輔少佐（陸士56期）（昭和20年5月26日出撃）岡山県出身

### 第22振武隊（知覧飛行場より出撃）
- 藤山二典(つぎのり)中尉(昭和20年4月3日出撃 以下同じ)(後に大尉に特進)（航士56期）鹿児島県出身
- 伊東信夫大尉（特操1期）東京都出身
- 西長武志大尉（特操1期）（昭和20年4月6日出撃 以下同じ）山形県出身
- 立川美亀太大尉（特操1期）三重県出身
- 大上弘（ひろむ）大尉（特操1期）（昭和20年4月7日出撃)広島県出身
- 柴田秋歳（蔵）大尉（航士57期）（昭和20年4月11日出撃)熊本県出身
- 大貫健一郎少尉[5]
- 前田光彦少尉
- 井上立智少尉
- 柄沢嘉則少尉
- 島津等少尉
- 竹下重之少尉
- 山崎少尉

### 第23振武隊（知覧飛行場より出撃）
- 伍井芳夫大尉(後に中佐に特進)（少候20期）(昭和20年4月1日出撃 以下同じ)埼玉県桶川市出身
- 金子龍雄中尉（召集下士官（昭11）北海道砂川市出身
- 大橋治男少尉（召集下士官（昭13）岐阜県羽島市出身
- 藤野正行少尉（少飛6期）山口県出身
- 前田啓（ひろし）大尉（特操1期） (昭和20年4月3日出撃 以下同じ) 北海道出身
- 塩島清一大尉（特操1期）（立教大学）東京都出身
- 柴本勝美大尉（特操1期）福岡県直方市出身
- 豊崎儀治少尉（召集下士官（昭14）東京都出身
- 清水保三（しみずやすぞう）少尉（召集下士官（昭16）滋賀県高島市出身
- 松田豊中尉（昭和20年4月6日出撃）熊本県出身

### 第24振武隊(振武錦隊)（知覧飛行場より出撃）
（機首に赤色の稲妻マークと青色の爆弾のシンボル、数字の「24」の組み合わせ）
- 小澤（沢）大蔵中尉（航士56期）(昭和20年4月（28の表記もある）29日出撃 以下同じ)(後に少佐に特進)東京都出身
- 川田清美大尉（特操1期）香川県出身
- 福井與（与）一大尉（特操1期）兵庫県出身
- 安部正也（あべまさや）大尉（特操1期）（明治大学）（昭和20年4月29日出撃、黒島に不時着、昭和20年5月4日再出撃)福岡県古賀市出身
- 片柳経(けいし)少尉（仙台乗員養成所5期）栃木県出身（昭和20年5月4日出撃)）
- 三浦秀逸少尉（特操1期）
- 篠原親治郎少尉（特操1期）
- 立花泰博少尉（特操1期）

### 第26振武隊（征夷隊）（知覧飛行場および都城東飛行場より出撃）
- 久保田邦夫少尉（57期）
- 梅津末雄大尉（昭和20年5月25日 知覧飛行場より出撃 以下同じ）
- 小林位（ただし）大尉 茨城県出身
- 児玉直喜中尉(昭和20年6月2日出撃)福島県出身
- 木村清治少佐(昭和20年6月21日 15時00分都城東飛行場より出撃 目標:沖縄方面 以下同じ)山形県出身
- 相良釟郎(はつろう)少佐（57期）石川県出身
- 西宮忠雄大尉 茨城県出身
- 永嶋福次郎大尉 栃木県出身

### 第27振武隊（疾風隊） （都城東飛行場より出撃）
- 川村勝少佐(昭和20年6月22日 06時00分出撃 目標:沖縄島南部 以下同じ)東京都出身
- 熊澤弘之大尉 （特操1期）愛知県出身
- 高橋毅大尉 東京都出身
- 原田栞大尉 熊本県出身
- 矢口剛大尉 東京都出身
- 奈良又男大尉 秋田県出身

### 第29振武隊（九段隊)（知覧飛行場より)
- 中村實少尉（陸士57期）(昭和20年4月7日午後出撃)石川県出身
- 染谷勇大尉 （昭和20年4月8日出撃 以下同じ）茨城県出身
- 寺田實少尉 広島県出身
- 森内徳龍少尉 岐阜県出身
- 及川喜一郎少尉(昭和20年4月14日出撃 以下同じ)岩手県出身
- 上川幟(のぼる)少尉 （少飛13期）福島県出身
- 益子博少尉 （昭和20年5月25日出撃 以下同じ）栃木県出身
- 美濃輝雄少尉 兵庫県出身
- 山田忠男伍長
- 阿部常義伍長
- 柴（染の表記もあり）田信也少尉（昭和20年4月29日出撃）[6]
- 井上彰伍長

### 第30振武隊
- 大櫃繁夫中尉（56期）
- 横尾賢二少尉 （仙台乗員養成所14期） （昭和20年4月10日（19日の説もあり）出撃）樺太出身
- 池田強少尉 （少飛14期）（昭和20年4月13日出撃)岡山県出身[8]
- 今井實少尉 （少飛14期）（昭和20年4月15日出撃)岐阜県出身

### 第31振武隊
- 吉原香軍曹
- 長谷部良平少尉 (昭和20年4月22日出撃)岐阜県出身

### 第36振武隊
- 嶽山（たけやま）留治郎少尉 （昭和20年4月16日出撃）滋賀県出身
- 下手豊司曹長(昭和20年4月27日出撃)(後に少尉に特進)広島県出身

### 第37振武隊
- 春島邦武少尉（特操1）

### 第38振武隊
- 宇野栄一少尉（特操1）(昭和20年4月16日出撃)(後に大尉に特進)京都府出身

### 第39振武隊
- 木下孝之少尉

### 第40振武隊（知覧飛行場より出撃）
- 石倉三郎大尉 (昭和20年4月16日出撃 以下同じ)石川県七尾市出身（特操1期）（明治大学）
- 岡清治少尉 山口県出身
- 片山淳少尉 奈良県出身
- 瀧澤真平少尉 長野県出身
- 中上敬一少尉 岡山県高梁市出身（少飛14期)
- 東郷周一少尉 宮崎県出身
- 大堀宏少尉（特操1期）

### 第41振武隊
- 山田泰治少尉(昭和20年5月11日出撃)佐賀県出身

### 第42振武隊（知覧飛行場より出撃）
- 松澤平一大尉（特操1期）（昭和20年4月8日出撃 以下同じ)長野県出身
- 牛島久男大尉（特操1期）千葉県出身
- 尾久義周大尉（特操1期）神奈川県出身
- 仙波久男大尉（特操1期）愛媛県出身
- 猫橋芳郎大尉（航士57期）（昭和20年4月9日出撃 以下同じ) 大分県出身
- 近藤幸雄大尉（特操1期）大分県出身
- 馬場洋（よう）大尉（特操1期）東京都出身
- 篠田庸正(つねまさ)大尉（特操1期）（昭和20年4月16日出撃）福岡県出身
- 岩崎辰雄大尉（特操1期）（昭和20年5月4日出撃 以下同じ）宮崎県出身

### 第43振武隊（知覧飛行場より出撃）
- 浅川又之大尉（幹候9期）（昭和20年4月6日出撃 以下同じ）長野県出身
- 清澤守大尉（特操1期）愛知県出身
- 酒井忠春大尉（特操1期）岐阜県出身
- 蓑島武一大尉（特操1期）岐阜県出身
- 村上稔大尉（特操1期）北海道出身
- 大野宗明大尉（特操1期）（昭和20年4月12日出撃 以下同じ）兵庫県出身
- 岸誠一大尉（特操1期）島根県出身
- 前田敏大尉（特操1期）静岡県出身
- 神尾崇少尉（3月7日　訓練中の事故により殉職）
- 村野博少尉（3月28日　訓練中の事故により殉職）

### 第44振武隊（知覧飛行場より出撃）
- 小原幸雄大尉(昭和20年4月6日出撃 以下同じ)宮崎県出身
- 向後新太郎少尉 千葉県銚子市出身（航養12期）（知覧飛行場より）
- 足立次彦少尉 大分県出身
- 中村利雄少尉 岩手県出身
- 甲斐玉樹大尉（隊長）（昭和20年4月7日出撃 以下同じ)（陸士57期）宮崎県延岡市出身（徳之島より）
- 清水定少尉 大阪府出身
- 岡本金吾大尉(昭和20年5月11日出撃)東京都出身
- 伊藤俊治少尉(昭和20年6月3日出撃)埼玉県出身
- 野中元少尉
- 栗田三郎少尉
- 堀之内博少尉
- 武田遊亀伍長

### 第45振武隊（知覧飛行場より）
- 藤井一中尉(昭和20年5月28日出撃 以下同じ)茨城県常総市出身（少尉候補21期）[9]
- 小川彰少尉 徳島県出身（陸士57期）
- 鈴木邦彦少尉 愛知県名古屋市出身（陸士57期）
- 中田茂少尉 大阪府出身（陸士57期）
- 小川春雄伍長 群馬県出身
- 北村伊那夫伍長 長野県出身
- 與國(よくに)茂伍長 山口県出身
- 一口(いちくち)義男伍長 宮崎県出身
- 宮井政信伍長 和歌山県出身
- 伊藤好久伍長 愛知県出身

### 第46振武隊（丹羽隊）
- 小山勝實大尉（昭和20年4月7日出撃 以下同じ）福島県出身
- 渡辺博少尉 千葉県出身
- 伊原佐源次少尉 埼玉県出身
- 古川榮輔少尉 京都府出身
- 堀越進少尉 栃木県出身
- 米山和三郎少尉 (昭和20年4月11日出撃)埼玉県出身
- 森光大尉(昭和20年4月12日出撃)東京都出身
- 小林貞三少尉(昭和20年4月13日出撃)東京都出身
- 中村稠(しげる)少尉(昭和20年4月15日出撃)大阪府出身

### 第48振武隊（惟神隊)（かむらいたい）（知覧飛行場より出撃）
- 鈴木誠一大尉(昭和20年5月28日出撃 以下同じ) 静岡県出身
- 土屋光男少尉 宮城県出身
- 掘恒治少尉（57期、昭和20年6月3日出撃以下同じ）（後に大尉に特進）千葉県出身
- 中嶋豊蔵軍曹（中嶋富蔵）（少飛12、一式戦闘機「隼」にて出撃）（後に少尉に特進）愛知県出身
- 柴田信平少尉(後に大尉に特進)東京都出身
- 松本真太治軍曹(後に少尉に特進)滋賀県出身（少飛12期）
- 中島章少尉(昭和20年6月8日出撃 以下同じ)(後に大尉に特進)茨城県出身
- 伊藤甲子郎伍長(後に少尉に特進)秋田県出身

### 第49振武隊
- 伊奈剛次郎大尉(昭和20年5月6日出撃 以下同じ)愛知県出身
- 藤喜八郎大尉 佐賀県出身
- 小柳瞭(あきら)少尉 三重県出身
- 小坂清一少尉(昭和20年5月11日出撃 以下同じ)大阪府出身
- 高橋定雄少尉 岩手県出身
- 黒川久夫 大尉（昭和20年5月25日出撃）山口県出身
- 南部吉雄大尉 山口県出身

### 第50振武隊（山吹隊）
- 斎藤数夫大尉（昭和20年5月20日出撃 以下同じ）岡山県出身
- 小木曽亮助大尉 愛知県出身
- 多田良政行大尉 広島県出身
- 速水修大尉 兵庫県出身
- 飯高喜久夫少尉 宮城県出身
- 大野昌文少尉 長野県出身
- 松崎義勝少尉 新潟県小千谷出身[10]
- 松尾登代喜少尉 佐賀県出身
- 柳清少尉 和歌山県出身
- 高橋暲大尉（昭和20年5月25日出撃 以下同じ）東京都出身
- 藤田典澄（つねずみ）大尉 広島県出身
- 磯田徳行少尉(昭和20年5月28日出撃) 熊本県出身

### 第51振武隊（悠久隊)（知覧飛行場より出撃）
- 鮫島豊（昭和20年5月6日出撃、大尉）鹿児島県出身
- 荒木春雄少尉（57期、昭和20年5月11日出撃 以下同じ）（後に大尉に特進）宮城県出身
- 光山文博少尉（卓庚鉉）（タク・キョンヒョン）（特操1期）（後に大尉に特進）韓国出身
- 野上康光大尉 熊本県出身
- 安藤康治少尉 大分県出身
- 島仁少尉 東京都出身
- 鈴木惣一少尉 愛知県出身
- 豊田良一少尉 愛媛県出身
- 市川豊少尉(昭和20年5月28日出撃) 佐賀県出身

### 第52振武隊
- 須藤保少尉(昭和20年5月10日 出撃前に殉職）栃木県出身
- 下平正人（昭和20年5月11日出撃、少尉）長野県出身
- 渡辺幸美（ゆきみ）（上に同じ、少尉）岩手県出身
- 田中勝（上に同じ、少尉）岡山県出身
- 中原常信大尉（昭和20年5月25日出撃 以下同じ）徳島県出身
- 荒川宣治（よしはる）大尉 山口県出身
- 谷苗菊夫大尉 神奈川出身
- 市川實大尉 石川県出身
- 太田増信少尉 愛知県出身
- 横山正雄大尉(昭和20年5月28日出撃 以下同じ) 東京都出身
- 小石順一郎少尉 愛知県出身
- 林田務少尉 熊本県出身

### 第53振武隊 （天誅隊）(知覧飛行場より出撃）
（尾翼マーク:「53」と「天誅」の組み合わせ 「53」の間に搭乗する隊員の苗字）
- 近間満男 少尉(陸士57期 以下5月18日出撃 以下同じ) 鹿児島県出身
- 三島芳郎 少尉(特操2) 富山県射水郡出身
- 小笠五夫 少尉(特操2) 長崎県出身
- 山嵜 忠 伍長(少飛14) 愛媛県出身
- 梅野芳朗 伍長(少飛14) 長崎県出身
- 土器手 茂生 伍長(少飛14) 鹿児島県出身
- 星 忠治 伍長(少飛14) 栃木県那須塩原市出身
- 丸山好男 伍長(少飛14) 福島県出身
- 河井秀男 少尉(少飛14 昭和20年6月8日 午前8時出撃）東京都出身[12][13]
- 北川孝義伍長
- 横山輝雄伍長
- 中村孝之伍長

### 第54振武隊（知覧飛行場より出撃）
- 葛西宏大尉（航士第57期）（昭和20年5月25日出撃 以下同じ）青森県出身
- 三島邦夫大尉 愛媛県出身
- 内海京一郎大尉 （特操2期）埼玉県出身
- 大越通明大尉 （特操2期）栃木県出身
- 坂内隆夫大尉 （特操2期）福島県出身
- 松本勲大尉 （特操2期）茨城県出身
- 中西伸一(のぶかず)大尉(昭和20年5月28日出撃 以下同じ) 和歌山県出身
- 上垣隆美大尉 （特操2期）兵庫県出身
- 高井政満大尉 佐賀県出身
- 岡本一利少尉（昭和20年6月6日出撃）（特操2期）岡山県出身
- 坂部潔少尉
- 小川悦少尉

### 第55振武隊
- 伊藤敏夫大尉（昭和20年5月6日出撃 ）（特操2期）熊本県出身
- 北澤元治大尉（特操2期）茨城県出身
- 中島英一大尉  （特操2期）京都府出身
- 森清司大尉（昭和20年5月11日出撃 以下同じ）京都府出身
- 黒木国雄少尉（57期（後に大尉に特進）宮崎県出身
- 鷲尾克己少尉（特操2期）（後に大尉に特進）兵庫県出身
- 佐伯修大尉（昭和20年5月25日出撃 以下同じ）
- 菊地誠大尉 （特操2期）栃木県出身
- 大岩泰雄大尉(昭和20年5月28日出撃)（特操2期）東京都出身
- 大沢茂  （特操2期）愛知県出身

### 第56振武隊（知覧飛行場より出撃）
- 池田元威(もとたけ)少尉（陸士57期）（昭和20年5月6日出撃 以下同じ）（後に大尉に特進）大阪府大阪市出身
- 金子範夫大尉 （特操2期）長野県出身
- 小山信介大尉 神奈川県出身
- 四家(しけ)稔大尉 （特操2期）福島県出身
- 上原良司少尉（昭和20年5月11日出撃）（特操2期） 長野県池田町出身
- 京谷英治大尉 （特操2期）富山県出身
- 朝倉豊大尉 （特操2期）茨城県出身
- 小澤幸夫大尉（昭和20年5月25日出撃 以下同じ）（特操2期）三重県出身
- 鈴木重幸大尉 （特操2期）東京都出身
- 川路晃大尉（昭和20年6月11日出撃）（特操2期）東京都出身

### 第57振武隊（都城東飛行場より出撃）
（尾翼マーク:数字の「57」に「志」の文字）
- 伊藤喜得（きとく）大尉（航士57期）（昭和20年5月25日 05時00分出撃 目標:沖縄島南部 以下同じ）宮城県出身
- 唐澤鐵次郎（てつじろう）大尉 静岡県出身
- 戸澤吾郎大尉 秋田県出身
- 吉川富治大尉 東京都出身
- 青木清二少尉 埼玉県出身
- 小林昭二少尉 長野県出身
- 桟（かけはし）武夫少尉 岡山県出身
- 志水一少尉 兵庫県出身
- 高埜（たかの）徳（めぐむ）少尉 千葉県出身
- 西田久少尉 三重県出身
- 山下孝之少尉 熊本県出身

### 第58振武隊（髑髏隊）（都城東飛行場より出撃）
（尾翼マーク:釜茹で髑髏 ）
- 高柳隆大尉（航士第57期）（昭和20年5月25日 05時00分出撃 目標:沖縄周辺 以下同じ）神奈川出身
- 上田徳（めぐむ）大尉 福岡出身
- 高田光太郎（みつたろう）大尉 福岡出身
- 富永靖大尉 長崎県出身 富永恭次長男
- 西村潤二大尉 京都府出身
- 宮尾克彦大尉 東京都出身
- 國吉秀俊少尉 高知県出身
- 栄（さかえ）龍志（たつし）少尉 鹿児島県出身
- 藤山恒彰少尉 長崎県出身
- 今村岩美少尉 福岡県筑紫野市出身（少飛14期）
- 田宮治隆大尉（昭和20年5月26日出撃）
- 紺田博大尉(昭和20年5月28日出撃 16時50分出撃 目標:沖縄周辺)北海道出身
- 井野隆伍長

### 第59振武隊（都城東飛行場より出撃）
- 大竹俍一(りょういち)大尉(昭和20年5月28日 17時20分出撃 目標:沖縄周辺 以下同じ)
- 永添照彦少尉 宮崎県出身
- 小川榮少尉 群馬県出身
- 野口肇太郎大尉(昭和20年6月8日 05時45分出撃 目標:慶良間敵艦隊 以下同じ)佐賀県出身
- 田中平一大尉 東京都出身
- 芦刈茂金大尉 福岡県出身
- 御宮司秀雄大尉 奈良県出身
- 近藤一一少尉 香川県出身
- 増岡武男少尉 岡山県出身

### 第60振武隊（都城東飛行場より出撃）
- 平柳芳郎大尉(昭和20年5月4日 06時00分出撃 目標:嘉手納沖 以下同じ)埼玉県出身
- 柴田治少尉(後に大尉に特進)徳島県出身
- 永田利夫伍長(後に少尉に特進)鹿児島県出身
- 吉水成明少尉 鹿児島県出身
- 若杉正喜伍長(後に少尉に特進)（少飛14期）北海道出身
- 田中治伍長(後に少尉に特進)福井県出身
- 手塚進伍長
- 村岡和男少尉
- 倉元利雄少尉（特操1期）（昭和20年5月11日 06時20分出撃 目標:沖縄島南部 以下同じ）
- 荒正彦伍長（上に同じ 少尉）北海道出身
- 堀元官一伍長（上に同じ 少尉）愛媛県出身
- 向井忠（まこと）伍長（少尉）広島県安芸郡倉橋町尾立出身（昭和20年5月25日 06時52分出撃 目標:沖縄周辺）

### 第61振武隊（都城東飛行場より出撃）
- 岡本勇大尉(昭和20年4月28日 16時15分出撃 目標:沖縄周辺 以下同じ)和歌山県出身
- 若杉潤二郎大尉 長崎県出身
- 長谷川三郎少尉 岐阜県出身
- 田中英男少尉 新潟県出身
- 請川(うけがわ)房夫少尉（少飛14期） 北海道出身
- 香川俊一少尉 香川県出身
- 篠原穂津美少尉 佐賀県出身
- 高野博軍曹（少飛15期） 宮城県伊具郡丸森町出身 （茨城県の記述も有り）
- 橋本初由大尉（昭和20年5月11日 05時50分出撃 目標:沖縄周辺 以下同じ）（特操1期）兵庫県出身
- 林一男（特操1期）
- 沖山富士雄少尉 東京都出身
- 山本隆幸少尉 北海道出身
- 新井武夫少尉（昭和20年5月25日 05時00分出撃 目標:沖縄周辺）群馬県出身

### 第62振武隊（白梅隊）（万世飛行場より出撃）
- 石川一彦大尉(昭和20年4月3日出撃 以下同じ)香川県出身
- 杉田繁敏中尉 宮崎県出身
- 鈴木満 東京都出身
- 坂本友恒大尉 長崎県出身
- 坂本清少尉（航養13期） 秋田県出身（昭和20年4月6日出撃）
- 込茶章（こみちゃ　たかし）大尉 兵庫県出身
- 木谷実 北海道出身
- 富澤健児大尉 東京都出身
- 丹羽修平少尉 愛知県名古屋市出身
- 三宅柾(ただし)少尉 岐阜県出身
- 滝口尚文大尉(昭和20年4月12日出撃 以下同じ)宮城県出身
- 倉潔少尉 兵庫県出身

### 第63振武隊（万世飛行場より出撃）
- 難波晋策准尉(昭和20年6月7日出撃 以下同じ)岡山県加賀郡吉備中央町出身
- 後藤與二郎曹長 三重県出身
- 宮光男曹長 広島県出身
- 服部良策軍曹 三重県出身
- 榊原吉一軍曹 福島県出身
- 佐々木平吉軍曹 徳島県（本籍地）

### 第64振武隊（国華隊）（万世飛行場より出撃）
（尾翼マーク:矢に桜）
- 渋谷健一大尉(昭和20年6月11日出撃 以下同じ)山形県出身（少尉候補者第22期）[14]
- 稲垣忠男少尉 東京都出身
- 巽　精造少尉 (幹候9期) 大阪府出身
- 井上清軍曹 福岡県出身
- 稲島竹三軍曹 福島県出身
- 加藤俊二軍曹 三重県出身
- 齋藤正敏軍曹 北海道出身
- 岸田盛夫伍長 京都府出身
- 森　高夫伍長 愛知県出身
- 川原文治伍長 石川県出身

### 第65振武隊（知覧飛行場より出撃）
昭和20年3月20日編成下命、4月2日編成完了
- 桂正大尉（陸士57期）（昭和20年5月11日出撃  以下同じ）
- 石塚糖四郎大尉  東京都出身
- 田中藤次郎大尉  京都出身

### 第66振武隊（万世飛行場より出撃）
- 毛利理(おさむ)大尉(昭和20年5月4日出撃 以下同じ)大阪府出身
- 荒川英徳大尉 愛知県出身
- 壺井重治少尉（特操2)三重県出身
- 後藤光春大尉（陸士57期）（昭和20年5月25日出撃 以下同じ）三重県三重郡朝日町出身
- 伊藤照（輝）友大尉 東京都出身

### 第67振武隊（知覧飛行場より出撃 昭和20年3月29日編成）
- 金子正男少尉（陸士57期）(昭和20年4月28日出撃 以下同じ)(後に大尉に特進)山形県出身
- 寺田浩一大尉（幹候7期）栃木県出身
- 清水真三大尉（幹候9期）神奈川県出身
- 長澤徳治大尉（幹候9期）石川県出身
- 網代(あじろ)一大尉（特操1期）千葉県出身
- 市川敏那大尉（特操2期）栃木県出身
- 幸田二郎中尉(昭和20年5月6日出撃 以下同じ)東京都出身

### 第68振武隊（知覧飛行場より出撃 昭和20年3月29日編成）
（尾翼マーク:数字の「68」、その上部に搭乗する隊員の苗字記入）
- 山田勇大尉（特操2期）（昭和20年4月8日出撃 以下同じ)京都府出身
- 片山悦次大尉（特操2期）埼玉県出身
- 山口怡一(いいち)少尉（陸士57期）(昭和20年4月9日出撃)佐賀県出身

### 第69振武隊（池田隊）
昭和20年3月20日編成
- 池田亨少尉（57期）(昭和20年4月12日出撃 以下同じ)静岡県出身
- 岡安明大尉 埼玉県出身
- 持木恒二大尉（特操2期） 北海道出身
- 柳生諭大尉 岐阜県出身
- 本島桂一大尉(特操一期)(豊島師範)(昭和20年4月16日午前6時出撃)長野県出身[15]

### 第70振武隊（葉隠隊）（知覧飛行場より）
- 佐久田潤大尉  東京都出身（昭和20年5月11日出撃  以下同じ）
- 水川豊少尉 佐賀県嬉野市出身（少飛14期）
- 渡辺輝義少尉  栃木県出身
- 三村龍弘少尉（昭和20年5月25日出撃 以下同じ）徳島県徳島市出身（航養14期）
- 朝倉岩次少尉 愛知県出身
- 藤田文六少尉 三重県出身
- 浅見忠二少尉(昭和20年5月28日出撃 以下同じ)埼玉県出身
- 河村英世少尉 東京都出身
- 田片恒之輔少尉 岡山県出身

### 第72振武隊（万世飛行場より出撃）
- 西川信義軍曹（少飛8期）昭和20年5月2日敵機攻撃により負傷）[16]
- 佐々木篤信伍長（少飛15期）（昭和20年5月2日戦死）
- 佐藤睦男中尉（56期）(昭和20年5月27日出撃 以下同じ)千葉県出身
- 新井一夫少尉（予下）東京都出身
- 荒木幸雄伍長（少飛15期）群馬県出身[17]
- 千田孝正伍長（少飛15）愛知県出身
- 早川勉伍長（少飛15期）三重県出身
- 高橋峯好伍長（少飛15期）神奈川県出身
- 高橋要伍長（少飛15期）東京都出身
- 知崎利夫伍長（少飛15期）愛知県出身
- 久永正人伍長（少飛15期）鹿児島県出身
- 金本海龍伍長(出撃機不調の為、基地へ引き返す)朝鮮半島出身

### 第73振武隊（万世飛行場より出撃）
- 高田鉦三大尉（昭和20年4月6日出撃 以下同じ）愛知県名古屋市出身
- 小澤三木大尉 栃木県出身
- 後藤正一少尉 岩手県出身
- 後藤寛一少尉（少飛15期） 宮崎県出身
- 麻生（布）末弘少尉 （少飛15期）大分県出身
- 加覧幸男少尉 鹿児島県出身
- 木原愛夫（ちかお）少尉 福岡県出身
- 後藤寛一少尉 宮崎県出身
- 中澤流江少尉 東京都出身
- 山本茂春少尉 神奈川県出身
- 山中太郎少尉 山口県出身
- 藤井秀男少尉 福井県出身
- 藤田久雄少尉 和歌山県出身

### 第74振武隊（万世飛行場より）
- 伊東實中佐 (昭和20年4月7日出撃 以下同じ)秋田県出身
- 渡辺信（まこと）少尉 愛知県出身
- 大畠寛少尉 茨城県出身
- 川島清少尉（航養14期） 東京都出身
- 川島宏少尉（少尉14期） 東京都出身
- 澤口一男少尉（少飛15期） 北海道出身
- 安井昭一少尉 京都府出身
- 橋本圭作少尉 (昭和20年4月12日出撃)千葉県出身
- 野口鉄雄少尉 (昭和20年4月13日出撃 以下同じ) 愛知県出身
- 竹内貞一少尉 東京都出身
- 森下良夫少尉 山口県出身
- 山本了三（りょうみ）少尉 高知県出身

### 第75振武隊
- 大岩覚少佐 (昭和20年4月7日出撃 以下同じ) 滋賀県出身
- 宗像芳郎少尉 長崎県出身
- 佐藤徳司少尉 樺太出身
- 福島保夫少尉 埼玉県出身
- 政井柾一少尉 (昭和20年4月12日出撃 以下同じ)大阪府出身
- 酒井十四男少尉 千葉県出身
- 島袋清少尉 沖縄県出身
- 岩田外次郎(そとじろう)少尉 石川県出身
- 小野田務少尉 (昭和20年4月13日出撃)愛知県出身
- 梅村要二少尉 (昭和20年4月16日出撃　以下同じ)東京都出身
- 渡辺岩男伍長

### 第76振武隊（知覧飛行場より）
（尾翼マーク:数字の「76）
- 岡村博二(ひろじ)少佐(昭和20年4月28日出撃 以下同じ)広島県出身
- 境忠少尉 北海道出身
- 長谷川武弘少尉 新潟県出身
- 山口慶喜少尉 山梨県出身
- 鈴木啓之(ひろゆき)少尉 兵庫県出身
- 中川芳穂(よしお)少尉 新潟県出身
- 久冨基作（ひさとみもとさく）大尉（幹候9期） 福岡県豊前市出身（昭和20年5月11日出撃）
- 戸次（沢）政雄少尉  福岡県出身
- 小島英雄少尉  愛知県出身
- 木村廣秋少尉
- 垣尾幸男伍長（原隊復帰後、神鷲第217飛行隊隊員を命ぜられる）
- 本田保伍長（事故により殉職）

### 第77振武隊（知覧飛行場より出撃）
- 須山佳市(かいち)大尉(昭和20年4月28日出撃 以下同じ)静岡県出身
- 長谷川榮七少尉 愛知県出身
- 鈴木三男少尉 福島県出身
- 本間忠男少尉 新潟県出身
- 三枝(さえぐさ)英明少尉 徳島県出身
- 木村正碩(せいせき)少尉（少飛15期） 朝鮮出身
- 寺尾正通少尉 兵庫県出身
- 中秀夫少尉 奈良県出身
- 金子誓少尉(昭和20年4月29日出撃) 福岡県出身
- 相花信夫少尉(昭和20年5月4日出撃) 宮城県三本木町出身[18]

### 第78振武隊
- 吉田節郎大尉(昭和20年5月4日出撃 以下同じ)大阪府出身
- 勝又勝男大尉 （特操2期）千葉県出身
- 河野博大尉 熊本県出身
- 瀬尾努（務）大尉 埼玉県出身
- 佐藤利男大尉 （特操2期）神奈川県出身
- 種田實大尉 （特操2期）北海道出身
- 湯澤三寿大尉（昭和20年5月11日出撃）（特操2期）東京都出身
- 坪谷邦彦中尉 （昭和20年5月20日出撃）北海道出身
- 樺島資彦大尉 （昭和20年5月25日出撃 以下同じ）鹿児島県出身
- 土谷 恭三大尉 栃木県出身
- 内藤寛次郎大尉 （特操2期）栃木県出身
- 田宮治隆大尉 （昭和20年5月26日出撃）（特操2期）東京都出身

### 第79振武隊（知覧飛行場より出撃）
尾翼マーク:数字の「79」に白縁付きの赤いハート（桜の花弁の記述もあり）
- 山田信義大尉 (昭和20年4月16日出撃)愛知県出身
- 郷田志郎大尉 大分県出身
- 二村(ふたむら)源八大尉 大分県出身
- 清水義雄大尉 滋賀県出身
- 田中富太郎大尉 群馬県出身
- 山本研一大尉 京都府出身
- 難波武士少尉 岡山県出身
- 佐藤新平少尉 岩手県出身
- 上野實少尉 茨城県出身
- 川島猪之助少尉 栃木県出身
- 池田保男（彦）大尉 (昭和20年4月22日出撃)新潟県出身

### 第80振武隊（知覧飛行場より出撃）
- 杉戸勝平大尉 (昭和20年4月22日出撃 以下同じ)栃木県出身
- 川瀬明大尉（特操1期） 北海道出身
- 高橋弘中尉 栃木県出身
- 田畑與四郎少尉 北海道出身
- 上成義徳（かみなりよしのり）少尉 鹿児島県西之表市出身（召集下士官（昭12））
- 川上喜一郎少尉 新潟県出身
- 平木義範（李允範）（イ・ユンポン）少尉（航養5期） 韓国出身
- 五十嵐慎二少尉（少飛10期） 北海道出身
- 永瀬一則少尉 島根県出身
- 大友勉少尉 兵庫県出身
- 中村鐡（鉄）一少尉 大分県出身
- 渡辺正興少尉（昭和20年4月27日出撃）愛媛県出身
- 校村鉄一伍長

### 第81振武隊
- 片岡喜作少佐 (昭和20年4月22日出撃 以下同じ) 茨城県出身
- 牛渡俊治(うしわたとしち)大尉 宮城県出身
- 牟田芳雄大尉 佐賀県出身
- 大場健治中尉 宮城県出身
- 松田富雄少尉 宮城県出身
- 仲本政好少尉 鳥取県出身
- 難波隼人少尉 岡山県出身
- 桐生猛少尉 静岡県出身
- 岡山勝巳少尉 鹿児島県出身
- 白石哲夫少尉 大分県出身
- 鍋田茂夫少尉 神奈川県出身
- 橋本榮亮少尉(昭和20年4月26日出撃)福井県出身

### 第82振武隊
※第80振武隊を参照

### 第101振武隊（若桜隊）（知覧飛行場より出撃）
※第111振武隊を参照

### 第102振武隊（第一降魔隊）（万世飛行場より）
- 天野重明大尉 (昭和20年4月12日出撃 以下同じ) 兵庫県出身
- 安部静彦大尉 福岡県出身
- 小松啓一大尉 岩手県出身
- 佐藤勲少尉 岩手県出身
- 猪瀬弘之少尉 東京都北区出身（航養14期）
- 小関真二少尉 福島県出身
- 金澤富士雄少尉 愛知県出身
- 原田甲子少尉 茨城県出身
- 中島昭造少尉 兵庫県出身
- 一木(いちき)寅彦少尉 高知県出身
- 福浦忠正少尉 島根県出身
- 山口知三郎少尉（昭和20年4月28日出撃）茨城県出身
- 西崎重雄少尉（昭和20年6月3日出撃）

### 第103振武隊（第二降魔隊）
- 石切山文一大尉 (昭和20年4月12日出撃 以下同じ)静岡県出身
- 板倉震（とおる）大尉 埼玉県出身
- 源善正大尉 大阪府出身
- 渡邊三郎少尉 群馬県出身
- 青木俊英少尉 東京都出身
- 内田新一少尉 宮崎県出身
- 城所（きどころ）一郎少尉 愛知県出身
- 滝澤泉三少尉 群馬県出身
- 長家（ちょうけ）利左衛門少尉 福井県出身
- 宗平誠三少尉 広島県出身
- 矢島嚆矢（こうや）少尉 石川県出身
- 岩井定好少尉（昭和20年4月13日出撃）岐阜県出身
- 大野一郎大尉（昭和20年4月23日出撃）岐阜県出身

### 第104振武隊（第三降魔隊（知覧飛行場より出撃）
- 小佐野隆広少尉（幹9）(昭和20年4月12日出撃 以下同じ)(後に大尉に特進　山梨県出身
- 長嶺弥三郎少尉
- 渡部佐多雄大尉 新潟県出身
- 梅田勤少尉 東京都出身
- 江原道夫少尉 埼玉県出身
- 上林博少尉 滋賀県出身
- 長嶺弥三郎大尉(昭和20年4月13日出撃  以下同じ)東京都出身
- 武政和夫少尉  千葉県出身
- 近森佳忠少尉  高知県出身
- 山本忠義少尉  神奈川県出身
- 松土茂少尉  山梨県出身
- 宮川三郎軍曹（予乙、昭和20年6月6日出撃）(後に少尉に特進）新潟県小千谷市出身

### 第105振武隊（第四降魔隊）
- 林義則大尉 (昭和20年4月22日出撃 以下同じ) 岐阜県出身
- 中川昌俊大尉 広島県出身
- 渡部利廣大尉 （特操1期）鳥取県出身
- 藤野道人(よりと)曹長 福岡県出身
- 小野寅蔵少尉 秋田県出身
- 陣内(じんのうち)政治少尉 佐賀県出身
- 田渕哲雄少尉 長崎県出身
- 日下弘實（実の記述もある）少尉(昭和20年4月23日出撃)広島県出身
- 石川正美少尉(昭和20年5月4日出撃 以下同じ)滋賀県出身
- 山本儀吉(きよし)少尉 兵庫県出身
- 仲西久雄少尉(昭和20年5月25日出撃）兵庫県出身
- 服部武雄少尉 愛知県出身

### 第106振武隊（白虎隊・第五降魔隊）（知覧飛行場より）
- 清原勉大尉 (昭和20年4月16日出撃 以下同じ)京都府出身
- 安田義男（雄）大尉 神奈川県出身
- 石田耕治大尉 福岡県出身
- 丹下寿雄（ひさお）（義雄の記述もある）少尉 愛知県出身
- 河東繁少尉（少飛14期） 朝鮮出身
- 鈴木勇少尉 福島県出身
- 二宮淳一少尉 大分県出身
- 松原徳雄少尉 和歌山県出身
- 宮之脇勇少尉 鹿児島県出身
- 榎本孝一少尉 (昭和20年4月28日出撃 以下同じ)（昭和20年4月16日の記述もあり）大阪府出身
- 藤原勇少尉 静岡県出身
- 尾鷲(おわし)二郎少尉 福岡県出身
- 袴田治夫（はかまだはるお）少尉(昭和20年5月4日出撃)静岡県菊川市出身（少飛15期）

### 第107振武隊（第六降魔隊）
- 大内清（中）少佐  (昭和20年4月13日出撃 以下同じ)茨城県出身
- 粟津重信大尉 京都府出身
- 井口清大尉 大分県出身
- 北村早苗大尉 長野県出身
- 若林富作大尉 富山県出身
- 山本恵照大尉 (昭和20年4月16日出撃 以下同じ)三重県出身
- 玉澤和俊少尉 山口県出身
- 渡辺市郎少尉 福島県出身
- 間中進一郎少尉 茨城県出身
- 新井行雄少尉 神奈川県出身
- 細金政吉少尉 東京都出身
- 降矢(ふるや)誠二少尉 福島県出身
- 平山巌少尉 千葉県出身
- 橋本孝雄少尉 群馬県出身
- 桐山勇伍長（昭和20年4月28日出撃　以下同じ）
- 小林平太郎伍長

### 第108振武隊（第七降魔隊）
- 真鍋照雄大尉 (昭和20年4月16日出撃 以下同じ）香川県出身
- 小川齊大尉 京都府出身
- 古賀俊行大尉 佐賀県出身
- 尾白文四郎少尉 千葉県出身
- 白倉聞治少尉 新潟県出身
- 渡辺次雄少尉（航養14期） 北海道出身
- 井花敏男少尉 徳島県出身
- 土屋嘉光少尉 長野県出身
- 沼田忠少尉 兵庫県出身
- 八下田（やげた）孝二（たかじ）少尉 群馬県出身
- 中村正少尉 千葉県出身
- 川又保男（雄）少尉 (昭和20年4月28日出撃)茨城県出身

### 第109振武隊（第八降魔隊）
- 菊池繁三郎大尉（幹候9期）（昭和20年4月22日出撃 以下同じ）北海道出身
- 大石安一少尉 京都府出身
- 助田五助少尉 福井県出身
- 平塚光雄少尉 東京都出身
- 武田次郎少尉（昭和20年4月27日出撃）静岡県出身
- 桐山勇少尉 （昭和20年4月28日出撃 以下同じ）東京都出身
- 小林米太郎少尉 神奈川県出身
- 加藤虎男伍長（昭和20年5月4日出撃 以下同じ）
- 槙田鉄男少尉 兵庫県出身

### 第110振武隊（隼血風隊）（知覧飛行場より出撃）
- 田中隼人大尉（幹候7期）（昭和20年5月26日出撃 以下同じ)福岡県出身
- 水崎正直少尉（特操1期）
- 西村敬次郎伍長（少飛15期）大阪府出身
- 山本利光伍長（少飛14期）
- 村上久徳伍長（少飛15期）（飛行機トラブルにて離陸中止）
- 窪川敏郎少尉（特操1期）（飛行機トラブルの為重傷を負う）
- 小浦和夫少尉（少飛15期) 東京都出身
- 越村宰伍長（少飛14期）（奄美大島に不時着 重傷を負う）
- 大友昭平少尉（少飛14期）宮城県出身
- 清澤廣少尉（少飛15期）長野県出身
- 中牟田正雄少尉（少飛14期）佐賀県出身
- 太田巌軍曹（少飛15期）静岡県出身（昭和20年5月28日出撃）（離陸直後に飛行機墜落）

### 第111振武隊（隼若桜隊）（知覧飛行場より出撃）
- 鈴木泰治大尉（昭和20年6月3日 午前10時出撃 以下同じ）静岡県出身
- 掛井（川）義則大尉 広島県出身
- 木村賢次少尉 千葉県出身
- 近藤豊少尉（少飛15期） 愛知県出身
- 中山完弘（行）（さだひろ）少尉 広島県出身
- 松浦幸義少尉 宮崎県出身
- 渡り（里）修一少尉 徳島県出身
- 若松藤夫少尉 鹿児島県霧島市出身 （少飛15期）
- 島田昌佳（往）伍長（徳之島に不時着、生還した）
- 牛浜昭伍長
- 松林昭一伍長

### 第112振武隊（隼必殺隊）（知覧飛行場より出撃）
- 西崎重男大尉(昭和20年6月3日出撃 以下同じ)東京都出身
- 高村統一郎大尉（特操1期） 山口県出身
- 福田勝治大尉 （特操1期）山形県出身
- 新井義男少尉 群馬県出身
- 北野恒雄少尉 大阪府出身
- 高塚茂久少尉 大分県出身
- 中野繁利少尉 佐賀県出身
- 松村富治少尉 佐賀県出身
- 福田治郎少尉 神奈川県出身
- 杉山龍治少尉 愛知県出身(昭和20年6月10日出撃 以下同じ)
- 真高郁夫少尉 鹿児島県出身

### 第113振武隊（隼天剣隊）（天剣隊）（知覧飛行場より出撃）
- 高野正治(まさじ)大尉(昭和20年6月6日出撃 以下同じ)福岡県出身（幹候第9期）（同志社大）
- 生駒寛彦（いこまひろひこ）大尉 滋賀県大津市出身（特操1期）（京都薬学専門学校）
- 泉田裕少尉 北海道出身
- 菊池秀雄少尉 岩手県出身
- 北澤丈夫少尉 長野県出身
- 韓鼎實(清原鼎實)少尉（少飛15期) 韓国出身
- 坂口良介少尉 福岡県出身
- 中島璋夫少尉 山梨県出身
- 羽立光行少尉 大分県出身
- 村串六郎少尉 静岡県出身
- 椿恵之伍長
- 坂東晃少尉（徳之島に不時着）

### 第141振武隊（万世飛行場より出撃）
- 長井良夫大尉(昭和20年6月8日出撃 以下同じ)宮城県出身
- 平原太郎大尉 東京都出身

### 第144振武隊（必殺隊）（万世飛行場より出撃）
- 中島秀彦大尉(昭和20年6月8日出撃 以下同じ)大分県出身
- 岡田義人大尉 岡山県出身
- 薄井義夫大尉(昭和20年6月（11日の説もあり）19日出撃) 神奈川県出身

### 第159振武隊（知覧飛行場より出撃）
- 高島俊三少尉（57期）（昭和20年6月6日出撃 以下同じ）（後に大尉に特進）岡山県出身
- 松原新(しん)大尉 （特操2期）神奈川県出身
- 頼田克巳大尉 大阪府出身
- 伊川要三少尉 兵庫県淡路市出身（航養12期）
- 西野岩根少尉 徳島県出身
- 磯辺十四男少尉（昭和20年6月11日出撃）静岡県出身

### 第160振武隊（知覧飛行場より）
- 豊嶋光顕少尉（57期、昭和20年6月6日出撃）（後に大尉に特進）鳥取県出身
- 新井利郎（あらいとしろう）大尉 （特操2期）群馬県北群馬郡小野上村出身
- 佐々木鉄雄大尉 長崎県出身

### 第165振武隊（知覧飛行場より出撃）
- 中川勝大尉（昭和20年6月6日出撃 以下同じ）（特操2期）東京都出身
- 杉本明大尉 （特操2期）京都府出身
- 和田照次大尉 （特操2期）長野県出身
- 渡辺静少尉（特操2期）長野県出身
- 枝幹二少尉（特操2期） 富山県出身
- 園部昌光少尉（57期）（発動機不調のため山口県の海岸に不時着。負傷し終戦を迎える。）

### 第179振武隊（顕正隊） （都城東飛行場より出撃）
- 金丸亨少佐(昭和20年6月22日 06時00分出撃 目標:沖縄島南部 以下同じ)秋田県出身
- 江副保郎大尉 熊本県出身
- 大田外茂行少尉 石川県出身
- 松尾秀雄少尉 長崎県出身
- 濱田齊少尉 三重県出身

### 第180振武隊（天翔隊）（都城東飛行場より出撃）
- 木下武彦大尉（昭和20年7月1日 06時10分出撃 目標:慶良間敵艦隊 以下同じ） 大阪府出身
- 村木伊三男（いさお）曹長 秋田県出身
- 新田祐夫少尉 島根県出身
- 宇佐美輝夫少尉 福島県出身 （少飛14期）

### 第213振武隊（知覧飛行場より出撃）
- 小林信昭少尉（特操1期）（昭和20年5月28日出撃 特操1、発動機不調のため宝島に不時着）
- 小椋忠正伍長（昭和20年5月28日事故のため脱落、知覧特攻平和会館初代館長） 愛知県名古屋市出身[19]
- 松下貞義少尉(昭和20年5月28日出撃 以下同じ)鹿児島県出身
- 蘆田(あしだ)慎一少尉 広島県出身

### 第214振武隊（知覧飛行場より出撃）
- 橋正豊次少尉（新潟乗員養成所14期）（昭和20年6月3日出撃 以下同じ)石川県出身
- 佐々木暹(すすむ)少尉（米子乗員養成所14期）島根県出身
- 谷口積男少尉（少飛13期）鳥取県出身
- 深田末義少尉（米子乗員養成所14期）鳥取県出身
- 金井良吉少尉（米子乗員養成所14期）（昭和20年6月10日出撃)群馬県出身

### 第215振武隊（知覧飛行場より出撃）
- 麻生隆大尉 (特操2期）（昭和20年6月11日出撃）神奈川県出身

### 第431振武隊（知覧飛行場より）
- 紺野孝少尉（少飛14期）（昭和20年5月27日出撃 以下同じ)茨城県出身
- 鮏川(すけがわ)林三少尉（少飛14期）茨城県出身
- 橋之口勇少尉（少飛14期）鹿児島県出身
- 李賢載（イ・チョンヒェイ）（広岡賢載）（賢哉）少尉（少飛14期） 朝鮮出身
- 渡辺鋼三（わたなべつなぞう）少尉 栃木県那須塩原市出身（黒磯）（少飛14期）
- 堀川義明大尉（幹候7期）（昭和20年5月28日出撃 以下同じ)群馬県出身
- 金光永（金田光永）（キム・クワンヨン）少尉（少飛14期） 朝鮮出身
- 岡澤實少尉（少飛14期）（昭和20年6月3日出撃) 香川県出身

### 第432振武隊（万世飛行場より出撃）
- 矢内（やない）廉造少尉（仙台乗員養成所14期）（昭和20年5月25日出撃）福島県出身
- 増渕松男少尉（印旛乗員養成所14期）栃木県出身
- 舟橋卓次少尉(のち大尉に特進)（特操1）(昭和20年5月28日出撃 以下同じ)大阪府出身
- 瀬谷隆茂少尉（印旛乗員養成所14期）群馬県出身
- 柳田昌男少尉（印旛乗員養成所14期）栃木県出身
- 若尾達夫少尉（古河乗員養成所14期）神奈川県横浜市出身
- 影山八郎少尉（仙台乗員養成所14期）福島県出身
- 一井福治少尉（古河乗員養成所14期）岩手県出身
- 竹田源三少尉（仙台乗員養成所14期）北海道出身
- 松本久成少尉（古河乗員養成所14期）東京都出身

### 第433振武隊（万世飛行場より出撃）
- 三瀬七郎大尉（特操1期）（昭和20年5月25日出撃）愛媛県出身
- 上島博治大尉（特操2期）大阪府出身
- 大塚要大尉（特操2期）茨城県出身（中央大学法学部在学中学徒出陣で入隊）
- 浪川利庸（としつね）大尉（特操2期）千葉県出身
- 大島浩大尉（特操2期）栃木県出身
- 宮里松永大尉（特操2期）（昭和20年5月28日出撃 以下同じ）沖縄県出身
- 石川敏夫大尉（特操2期）静岡県出身
- 三浦宏大尉（特操2期）福岡県出身
- 本田（多）勇大尉（特操2期）長崎県出身
- 倉田道次大尉（特操2期）長野県出身
- 小柳善克大尉（特操2期）福岡県出身（昭和20年6月1日出撃）
- 篠崎隆則少尉
- 小西吉彦少尉
- 青木健児少尉
- 永井三郎少尉

## 使用された主な機体

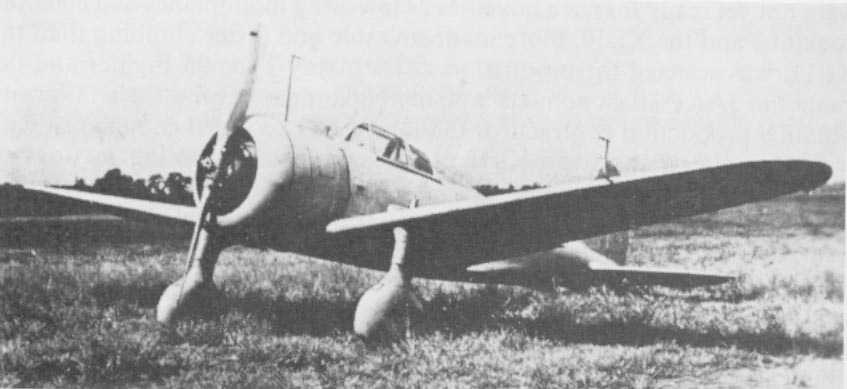
九七式戦闘機
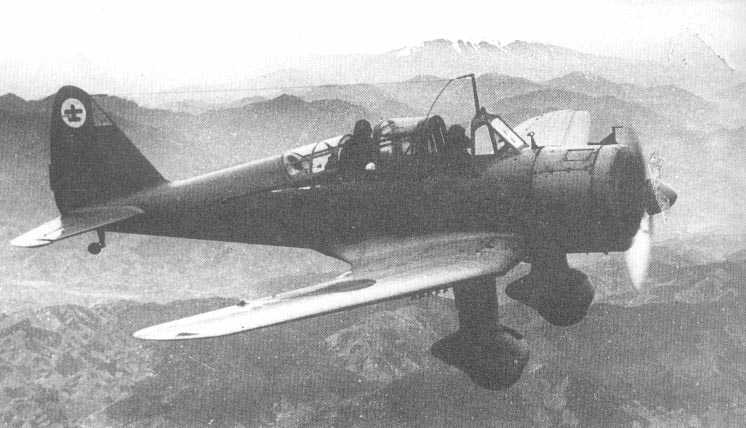
九八式直接協同偵察機
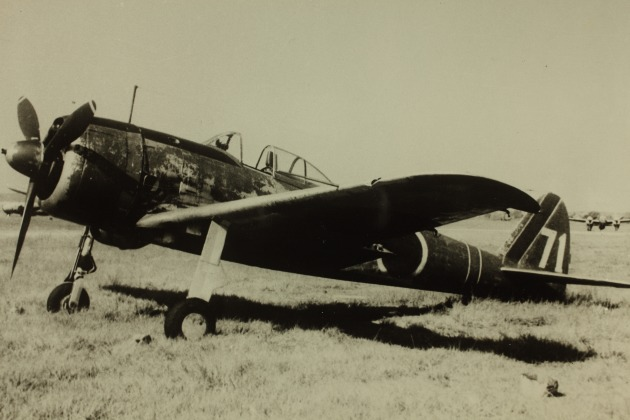
一式戦闘機
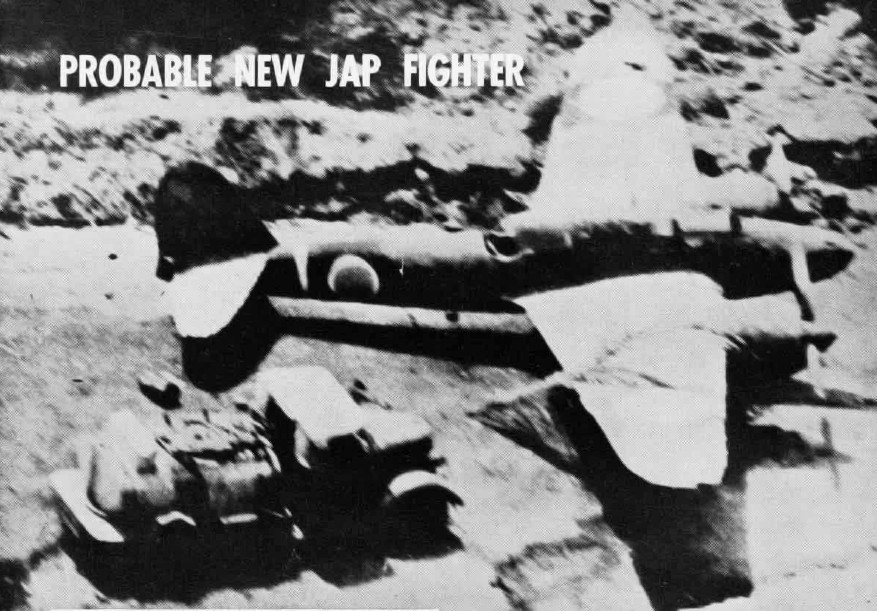
二式複座戦闘機
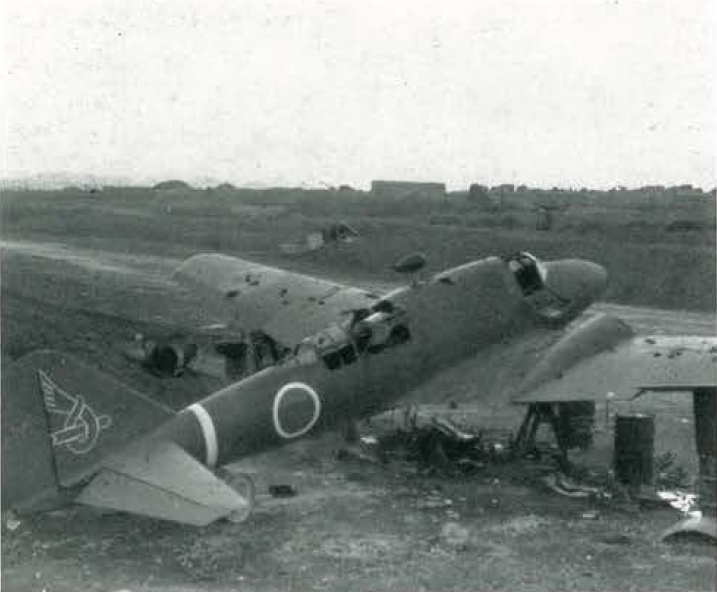
一〇〇式司令部偵察機
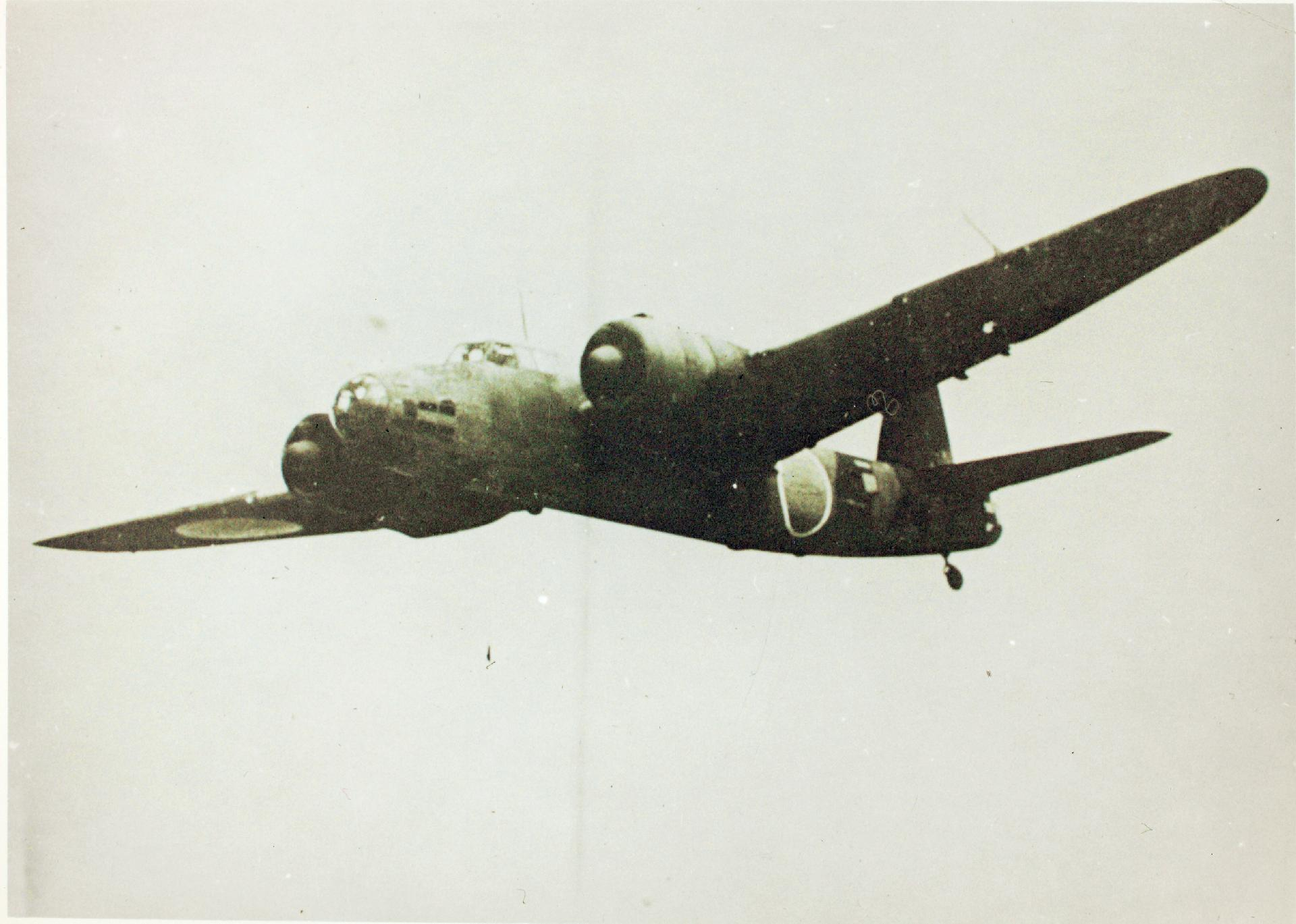
一〇〇式重爆撃機
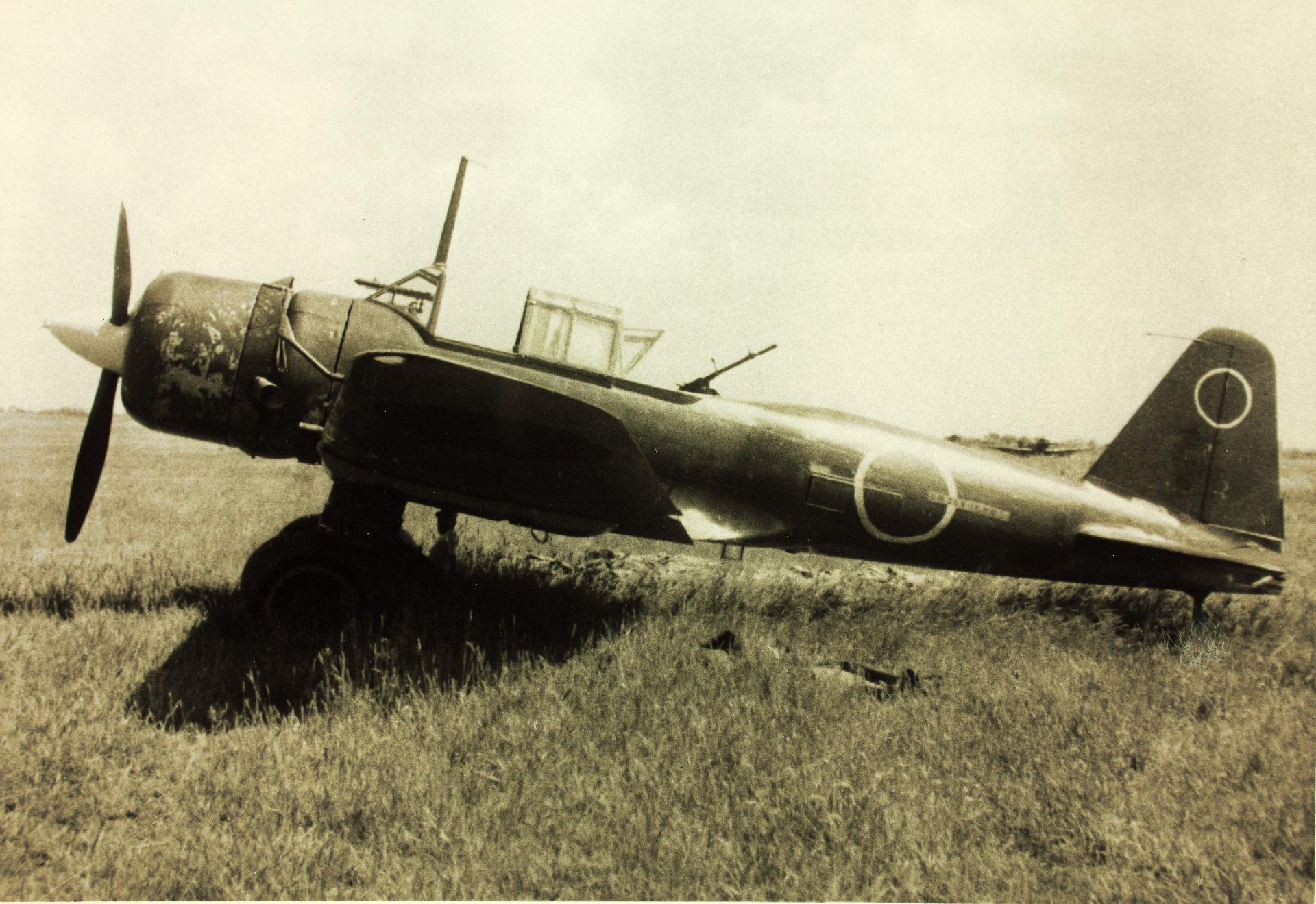
九九式襲撃機
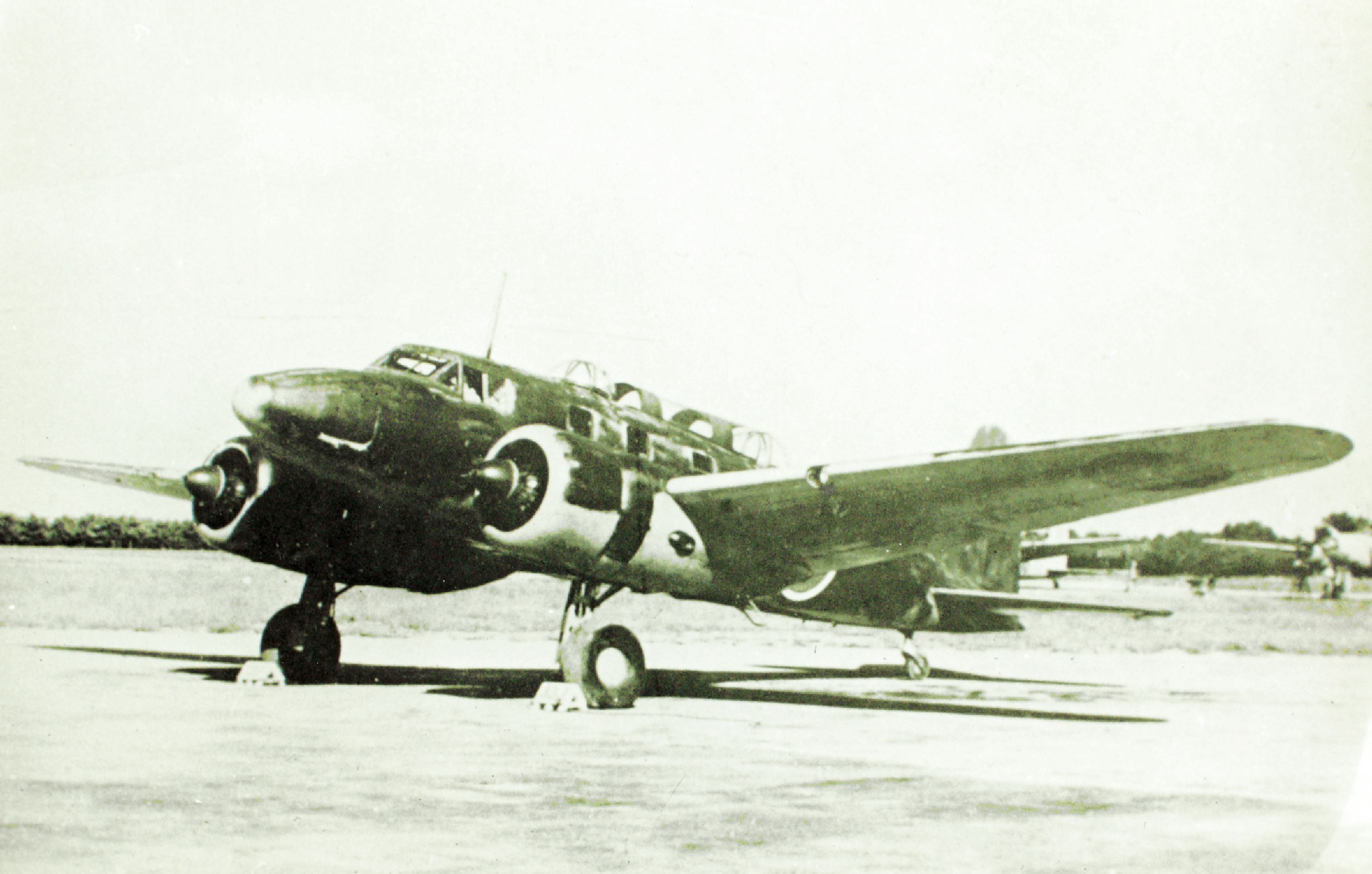
一式双発高等練習機
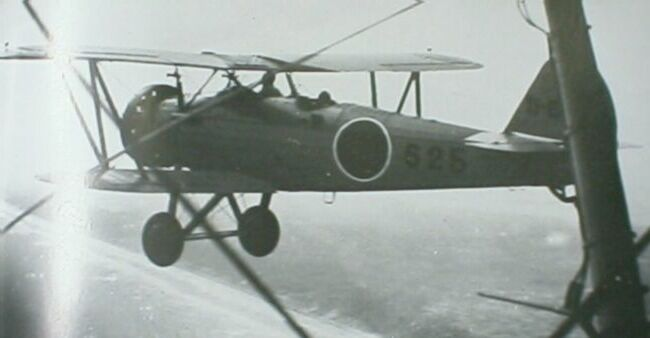
九三式中間練習機
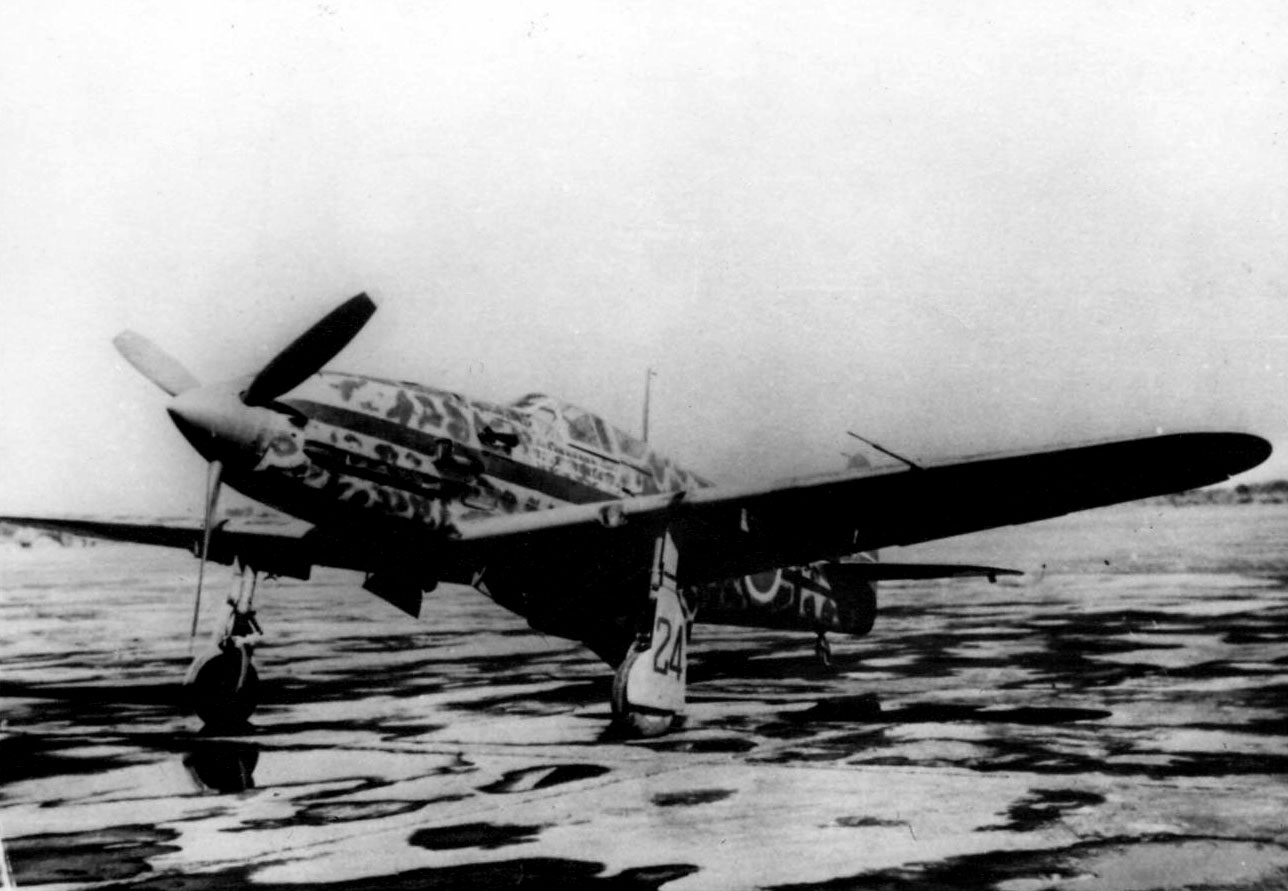
三式戦闘機
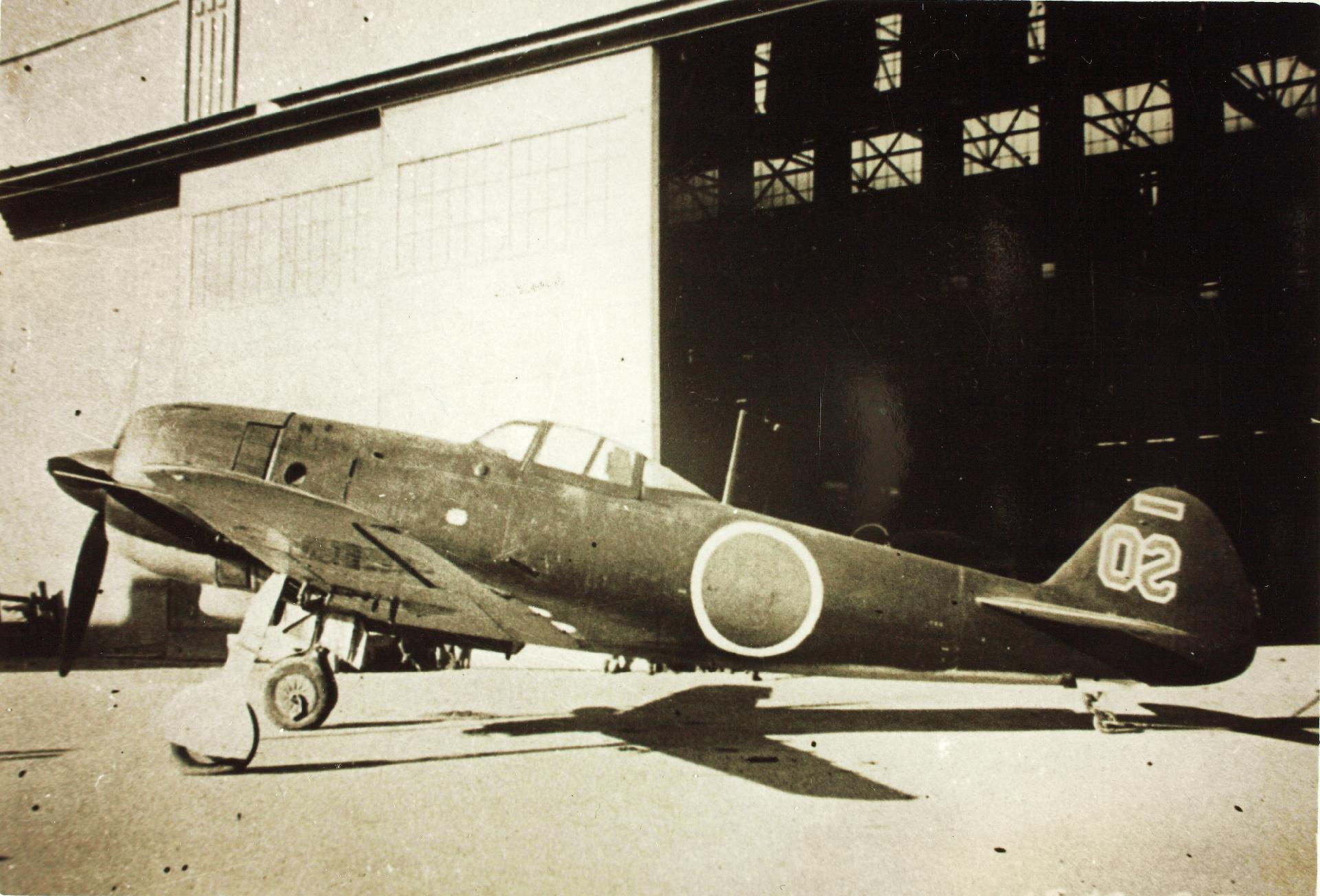
四式戦闘機

## 隊員の残した遺書・遺詠
- 第23振武隊 伍井芳夫中佐 - 人世の総決算 何も謂ふこと無し 伍井大尉
- 第23振武隊 大橋治男少尉 - 地獄の閻魔王 帳面擴(ひろ)げて 待っておれ
- 第23振武隊 前田啓大尉 - 俺が死んだら何人泣くべ 北海道 前田
- 第27振武隊 原田栞少尉 - 疾風陣雷砕敵母／このごろは山より海の桜花／野畔(あぜ)の草 召し出(いだ)されて 桜哉(さくらかな)
- 第29振武隊 中村實大尉 - ・飛行機を作ってくれ・君達丈は信頼する・大楠公（だいなんこう）の精神に生きんとす・お母さん お母さん 今俺は征く 母を呼べば母は山を越えてでも 雲の彼方からでも馳せ来る・母はいい 母ほど有り難いものはない 母! 母!
- 第43振武隊 岸 誠一大尉−遅れじと散りゆく　花ぞわれもまた　大和島根に香りとどめて
- 第52振武隊 横山正雄少尉 - 雲染む屍 我は行くなり
- 第52振武隊 荒川宣治少尉 - 滅私奉公
- 第52振武隊 中原常信少尉 - 不惜身命
- 第53振武隊 小笠五夫少尉 - 秋の夜の大ユーカリに月淡し／朝寒や枝動かさぬ大ユーカリ
- 第53振武隊 近間満男少尉 - かねてよりささげし命 君がため 今にして死せむ ただ体当たり／十五より誓いし同期生（とも）の魁に 我も続かん 続くを信ず
- 第53振武隊 土器手茂夫伍長 - 國の為 なんでおしもう 若桜 散ってかひある 命ちなりせ
- 第56振武隊 上原良司大尉 - 人の世ハ別れるものと知りながら 別れはなどてかくも悲しき
- 第57振武隊[20] （雑録） - 民族存亡の秋に際し ベルリンを武装都市と宣言し ゲルマン民族挙って玉砕を誓ひしと聞く 仏のあはれにまでも悲しきパリー落城と較べてや見るべし 快なる哉 盟邦
- 第60振武隊 若杉 正喜伍長 - 靖国の 桜となりて薫る日の 誇を胸に 秘めて飛立つ
- 第61振武隊[21] 山本 隆幸伍長 - 山本ハ!! 三途の河原でヤンキー共と 見事定つた上手投
- 第61振武隊[21] 長谷川 三郎伍長 - 生もなし 死もなし己が魂は 守り守らんすめらみくにを
- 第61振武隊[22] 新井 武夫伍長 - あらかじめ 散るべき事を知り乍ら 匂う大和の若桜花
- 第64振武隊 巽 精造少尉 - 俺の住家は九段ときめた しばし浮き世は仮のやどよ
- 第104振武隊 宮川三郎少尉 - 朝夕に君をおもひて 我は征く またぞ会ふ日を夢に見つゝも
- 第109振武隊 藤田文六 - お母さん 大元気で でっかい奴を沈めます
- 第111振武隊 近藤 豊伍長 - 轟沈の 空は青空 靖国の 笑顔で迎える 母の面影
- 第112振武隊 高村統一郎少尉 - 我がつとめ 果して逢はん 九段坂 桜の庭で 妹の待つらん

## 寄せ書

### 第一特別振武隊[23][24]
- 『轟沈』 林弘 大尉
- 『捨身必沈』 林玄郎 大尉
- 『断』 伊藤二郎 少尉
- 『肉弾』 孖谷毅 少尉
- 『尽忠報国』 浜谷理一　大尉
- 『一突轟沈明道』 上津一紀　少尉
- 『無』 田中二也 大尉
- 『貫徹』 石賀兵一 少尉
- 『闘魂』 齊藤信雄 少尉
- 『必殺』 友枝幹太郎 大尉

### 第十九振武隊
- 『空に生き　空に死す 必勝』 島袋曹長
- 『必中必殺 振武特攻隊』 松原曹長

### 第二六振武隊[25]
- 『留魂』 ト号第廿六飛行隊 隊員一同記
- 『極天護皇基』 隊長 相良釟郎 中尉
- 『正気』 木村清治 中尉
- 『海原の 果てのはてまで打ち征きて 仇なすしこ船くだきゆくらん』 ト号第廿六飛行隊員 梅津末雄 少尉
- 『流星』 『花ナラ桜 男ナラ益良男 益良男ナラ特攻 特攻ナラ轟沈』 永島福次郎 少尉
- 『散華』 『幾度か【不明】りて今年靖国の 春の祭りに吾も参らん』 『貴様の願ひ何やと問へば 敵の空母に命中し 見事轟沈赤髭(ヤンキー)をふかの獲喰(ママ)とする迄さ』 西宮忠雄 少尉
- 『必勝』 『純忠』　ト号第二十六飛行隊 青木 少尉
- 『大義』 『青木よ 七粍七の仇は 空母轟沈でキット討つぞ 早く治ってくれ』 小林位 少尉
- 『誓必沈』 『花乃香を 君に捧げて散る桜』 児玉 少尉

寄せ書き(二)
- 『散華』 相良釟郎 少尉
- 『至誠』 木村清治 少尉
- 『必沈』 梅津末雄 少尉
- 『神州不滅』 西宮忠雄 少尉
- 『義烈』 小林位 少尉
- 『必中必死』 永島福次郎 少尉

維持昭和二十年二月十九日、征途出発に際して宇都宮市丸井旅館に於て

### 第五十七振武隊[26]
- 『魁』 伊東喜得 少尉
- 『黒潮突入』 戸沢吾郎 少尉
- 『悠久』 吉川富治 少尉
- 『必死必殺』 唐沢鉄次 少尉
- 『必勝』 小林昭二 伍長
- 『義勇奉公』 志水一 伍長
- 『任務必達』 高埜徳 伍長
- 『必沈のみ』 西田久 伍長
- 『飛行弾』 山下孝之 伍長
- 『体当たり』 青木清二 伍長
- 『不惜身命』 棧武夫 伍長

### 第五十九振武隊[27]
- 『魁之若ざくら』 隊長 野口肇太郎 少尉
- 『必沈』 御宮秀雄 少尉
- 『熱 若サ 意気』 増岡武男 伍長
- 『気魄』 大竹佷一 少尉
- 『唯々忠死』 近藤一一 伍長
- 『必勝』 永添照彦 伍長

### 第六〇・六一振武隊[28]
- 『薩摩隼人』 第60振武隊 永田利夫 伍長
- 『轟沈』 第60振武隊 荒正彦 伍長
- 『大西郷に続かむ 薩摩隼人』 第60振武隊 吉水成明 伍長
- 『必中』 第60振武隊 第60振武隊 向井忠 伍長
- 『必沈』 第61振武隊 田中英男 伍長
- 『ボーイング 江戸の仇は長崎で討つ』 第61振武隊 高野博 軍曹
- 『何糞』 第61振武隊 長谷川三郎 伍長
- 『七生報国』 第61振武隊長 岡本勇 少尉
- 『大君の為に生まれ 大君の為 日々只念大君乃為に』　手塚進 伍長

## 関連作品
映画
- 『俺は、君のためにこそ死ににいく』（2007年、東映。石原慎太郎脚本、新城卓監督） 振武隊所属の特攻隊員を描いた映画。隊員の氏名や一部の部隊番号は架空のものである。
- 『月光の夏』
- 『君を忘れない』
- 『乙女のゐる基地』
- 『君こそ次の荒鷲だ』
- 『最後の帰郷』
- 『ザ・ウインズ・オブ・ゴッド』
- 『ホタル』

ドキュメンタリー
- 『NHKスペシャル 学徒兵 許されざる帰還 ~陸軍特攻隊の悲劇~』
- 『TOKKO-特攻』
- 『NHKスペシャル 雨の神宮外苑 学徒出陣・56年目の証言』
- 『NHKスペシャル ドキュメント太平洋戦争』

## 関連人物
- 苗村七郎 - 関西大学卒業後、仙台陸軍飛行学校に入校。万世飛行場に転属し、沖縄航空作戦に従軍した元陸軍の航空学徒であり、南さつま市の万世特攻平和祈念館の名誉館長である。万世飛行場を背景にした著書を残している。2012年11月20日逝去。
- 板津忠正 - 5月28日に第213振武隊として沖縄に出撃したが、途中エンジントラブルにより徳之島海岸に不時着し、知覧に帰還。その後2回の出撃命令が出るが、雨のため中止となり終戦。特攻慰霊・資料収集に専念、全国を行脚する。知覧特攻平和会館初代館長。2015年（平成27年）4月6日逝去。
- 鳥濱トメ
- 赤羽礼子